# Hohenbergia penduliflora
Hohenbergia penduliflora es una especie de planta fanerógama perteneciente a la familia de las bromeliáceas. Es originaria de Cuba.

## Descripción
Hohenbergia penduliflora tiene hojas anchas de 50-100 cm; espinas del limbo de hasta 2 mm. Inflorescencia de 20-40 cm; flores de hasta 17 mm. Pétalos de 12 mm. El fruto es una baya subglobosa.

## Taxonomía
Hohenbergia penduliflora fue descrita por (A.Rich.) Mez y publicado en Monographiae Phanerogamarum 9: 135. 1896.
Etimología
Hohenbergia: nombre genérico otorgado en honor del Príncipe de Württemburg, patrono de los botánicos, conocido como Hohenberg.
penduliflora: epíteto latíno que significa "con flores colgantes"
Sinonimia
- Aechmea virens Brongn. ex Baker
- Aechmea wrightii Baker
- Hohenbergia virens (Brongn. ex Baker) Mez
- Pitcairnia penduliflora A.Rich.[4]